# EC Flamengo
EC Flamengo is een Braziliaanse voetbalclub uit Teresina in de staat Piauí. 

## Geschiedenis
De club werd opgericht in 1937 als Sport Club Flamengo en werd twee jaar later voor het eerst staatskampioen. In 1948 werd de naam gewijzigd in EC Flamengo. 

## Erelijst
Campeonato Piauiense
1939, 1942, 1943, 1944, 1947, 1964, 1965, 1970, 1971, 1976, 1979, 1984, 1986, 1987, 1988, 2003, 2009